# マジック・メイカー -異世界魔法の作り方-
『マジック・メイカー -異世界魔法の作り方-』（マジック・メイカー いせかいまほうのつくりかた）は、鏑木カヅキによる日本のライトノベル。イラストは転が担当している。小説家になろうにて2017年6月から連載されており、書籍版はMFブックス（KADOKAWA）より2020年5月から刊行されている。
メディアミックスとして、西岡知三によるコミカライズがウェブコミック配信サイト『マンガドア』（リンガ・フランカ）にて2021年6月19日から2023年2月4日まで連載された。テレビアニメが2025年1月から3月まで放送された。

## あらすじ
魔法に憧れる現代人の男は、30歳の誕生日を迎えた夜に心臓に痛みを覚えて意識を失い、気がつくと異世界で下級貴族の子息シオンに転生していた。シオンは異世界ならば魔法が使えるかもしれないと期待するが、人を襲う魔物は存在するが魔法は存在していないことを知る。以来、無気力に日々を過ごしていたが、姉のマリーに連れられて訪れた湖で、水面から光の玉が浮かび上がる不思議な現象を目撃したことを機に魔法の研究を始める。

## 登場人物
声の項はテレビアニメ版の声優。
シオン
声 - 潘めぐみ、逢坂良太（転生前）
本作の主人公。魔法への憧れを抱きつつ、異世界へ転生した少年。
マリー
声 - 加隈亜衣
シオンを溺愛している姉。
ローズ
声 - 雨宮天
シオンとマリーの幼馴染。
ラフィーナ
声 - 芹澤優
いつも能天気で猪突猛進な騎士隊所属の女性。
ブリジット
声 - 古賀葵
魔物学者。
コール
声 - 宮瀬尚也
医師見習い。
ガウェイン
声 - 宮本充
シオンとマリーの父親。
エマ
声 - 豊口めぐみ
シオンとマリーの母親。
グラスト
声 - 赤坂柾之
イストリアという都市で鍛冶屋を営んでいる男性。
バルフ公爵
声 - 堀内賢雄
高貴な雰囲気を身に纏った初老の貴族。
リア
声 - 高橋雛子
裁縫が得意な女性。シオンに頼まれゴブリンに背中を切り裂かれたエマの縫合をする。
アルフォンス
声 - 樫井笙人
イストリアの医者。
カミラ
声 - 高橋雛子

エインツヴェルフ
声 - KENN
魔族。バンパイア。
デーブ
声 - 多田啓太
第七十五親衛騎士隊の隊員。ラフィーナの部下。
ヒューイ
声 - 長岡龍歩
第七十五親衛騎士隊の隊員。ラフィーナの部下。
ローンド
声 - 赤城進
防衛部隊の部隊長。エインツヴェルフに首を折られ死亡。
ゴード・ファルス
声 - 木暮晃石
シオンを王都リスティアまで護衛する護衛部隊長。
謎の女
声 - 高橋雛子
赤子のシオンを王都リスティアの女王ラクシアに手渡した女性。

## 既刊一覧

### 小説
- 鏑木カヅキ（著）・転（イラスト） 『マジック・メイカー -異世界魔法の作り方-』 KADOKAWA〈MFブックス〉、既刊3巻（2024年12月25日現在）
  1. 2020年5月25日発売[9]、ISBN 978-4-04-064655-8
  2. 2020年12月25日発売[10]、ISBN 978-4-04-680072-5
  3. 2024年12月25日発売[11]、ISBN 978-4-04-680072-5

### 漫画
- 西岡知三（漫画）・鏑木カヅキ（原作）・転（キャラクター原案） 『マジック・メイカー -異世界魔法の作り方-』 マッグガーデン〈ブレイドコミックス〉、全3巻
  1. 2021年12月9日発売[12]、ISBN 978-4-8000-1153-4
  2. 2022年8月9日発売[13]、ISBN 978-4-8000-1226-5
  3. 2023年2月9日発売[14]、ISBN 978-4-8000-1297-5

## テレビアニメ
2024年7月にテレビアニメ化が発表された。『マジック・メイカー 〜異世界魔法の作り方〜』のタイトルで2025年1月から3月までテレビ東京ほかにて放送された。

### スタッフ
- 原作 - 鏑木カヅキ[7]
- キャラクター原案 - 転[7]
- 原作企画 - フロンティアワークス[7]
- 監督 - 古賀一臣[7]
- シリーズ構成 - 大知慶一郎[7]
- キャラクターデザイン - 野口孝行[7]
- 魔法監修 - 小澤和則[6]
- メインアニメーター - 戸倉紀元[6]、中澤勇一[6]、渡邊徳[6]
- プロップデザイン - いのうえりか
- 色彩設計 - 桂木今里[6]
- 美術監督 - 荒井和浩[6]
- 美術設定 - 小山貴大
- 撮影監督 - 近藤慎与[6]
- 編集 - 松原理恵[6]
- CGディレクター - 藤巻拓也（第1-5話）、菅野高明（第6話-）
- 音響監督 - 高桑一[6]
- 音響効果 - 稲田祐介[6]
- 音響制作 - HALF H・P STUDIO[6]
- 音楽 - 吉川慶[7]、橋口佳奈[7]
- 音楽制作 - トイズファクトリー[7]
- プロデューサー - 河本紗知、奈良初男、平田秀夫、門貴治、西前朱加
- アニメーションプロデューサー - 中田善文
- アニメーション制作 - スタジオディーン[7]
- 製作 - マジック・メイカー製作委員会

### 主題歌
「煌めき」
XIIXによるオープニングテーマ。作詞は斎藤宏介、作曲は斎藤宏介と須藤優、編曲は須藤優。
「夜明けの歌」
ハンブレッダーズによるエンディングテーマ。作詞はムツムロアキラ、作曲・編曲はハンブレッダーズ。

### 各話リスト
| 話数 | サブタイトル             | 脚本       | 絵コンテ | 演出     | 作画監督                                                                                  | 総作画監督                                             | 初放送日      |
| ---- | ------------------------ | ---------- | -------- | -------- | ----------------------------------------------------------------------------------------- | ------------------------------------------------------ | ------------- |
| 1話  | マリーとシオン           | 大知慶一郎 | 飯田崇   | 渡辺正彦 | 永田詩央里 常定日和 田中綾子 アラタハヤト 澤村亨 王家涵                                   | 吉田和香子 ウクレレ善似郎                              | 2025年 1月9日 |
| 2話  | この異世界には魔法がない | 大知慶一郎 | 古賀一臣 | 吉田俊司 | 永田詩央里 吉田和香子 アラタハヤト 澤村亨 ENGI lolroute                                   | 宮川智恵子                                             | 1月16日       |
| 3話  | ゴブリン襲来             | 長瀬貴弘   | 藤原良二 | 吉本毅   | 吉田翔太 飯飼一幸 菅原美由紀 久保美月 緒方浩美 土本佳奈 花房都香 青海宙太 王家涵 lolroute | 菅原美由紀                                             | 1月23日       |
| 4話  | 魔法研究、本格始動       | 山田靖智   | 川瀬敏文 | 菱川直樹 | 本田敬一 CJT                                                                              | 宮川智恵子                                             | 1月30日       |
| 5話  | 雷鉱石とボルト           | 大知慶一郎 | 福島宏之 | 村田尚樹 | 吉田翔太 土本佳奈 飯飼一幸 久保美月 常定日和 ENGI studio cat 無錫七彩映画動画             | 菅原美由紀 森本浩文                                    | 2月6日        |
| 6話  | ギルドと魔物討伐         | 長瀬貴弘   | 飯田崇   | 吉田俊司 | 永田詩央里 常定日和 アラタハヤト 田中綾子 澤村亨 劉定福 Rad Plus 米川                     | 森本浩文 ウクレレ善似郎 吉田和香子                     | 2月13日       |
| 7話  | 壊れゆく日常             | 山田靖智   | 藤原良二 | 根楠陽貴 | 清山滋崇 福原恵次 横山健次                                                                | 宮川智恵子 菅原美由紀                                  | 2月20日       |
| 8話  | 僕が治す                 | 大知慶一郎 | 大畑清隆 | 吉本毅   | 飯飼一幸 菅原美由紀 土本佳奈 久保美月 吉田翔太 顾彬 倪孟伦 叶州志 載钰琪 陳洁琼 鄭峰      | 菅原美由紀 森本浩文                                    | 2月27日       |
| 9話  | 怠惰病 〜治療と研究〜    | 長瀬貴弘   | 藤原良二 | 粟井重紀 | 吴晓莱                                                                                    | 野口孝行 久保美月 ウクレレ善似郎 宮川智恵子 吉田和香子 | 3月6日        |
| 10話 | 赫夜が来たりて           | 山田靖智   | 藤原良二 | 古賀一臣 | 菅原美由紀 吉田和香子 永田詩央里 常定日和 田中綾子 アラタハヤト 澤村亨 王家涵 ENGI        | 菅原美由紀 吉田和香子                                  | 3月13日       |
| 11話 | 魔術と魔法               | 大知慶一郎 | 福島宏之 | 吉田俊司 | 吉田翔太 飯飼一幸 土本佳奈 松浦里美 アラタハヤト 久保美月 章雄 陈越 姜军 ENGI studio cat  | 野口孝行 ウクレレ善似郎 宮川智恵子 吉田和香子          | 3月20日       |
| 12話 | 僕は何者なんですか？     | 大知慶一郎 | 川瀬敏文 | 久保太郎 | 久保美月 永田詩央里 常定日和 田中綾子 澤村亨                                              | 野口孝行 菅原美由紀 吉田和香子                         | 3月27日       |

### 放送局
| 放送期間               | 放送時間                     | 放送局     | 対象地域   | 備考                                            |
| ---------------------- | ---------------------------- | ---------- | ---------- | ----------------------------------------------- |
| 2025年1月9日 - 3月27日 | 木曜 0:00 - 0:30（水曜深夜） | テレビ東京 | 関東広域圏 | 製作参加 / 字幕放送                             |
|                        | 木曜 1:35 - 2:05（水曜深夜） | テレビ大阪 | 大阪府     | 字幕放送                                        |
|                        | 木曜 22:00 - 22:30           | AT-X       | 日本全域   | 製作参加 / CS放送 / 字幕放送 / リピート放送あり |
|                        | 木曜 23:00 - 23:30           | BS日テレ   | 日本全域   | 製作参加 / BS/BS4K放送 / 『アニメにむちゅ〜』枠 |

| 配信開始日    | 配信時間                           | 配信サイト | 備考         |
| ------------- | ---------------------------------- | --- | ------------ |
| 2025年1月9日  | 木曜 0:30（水曜深夜） 更新         | ABEMA dアニメストア | 最速配信     |
| 2025年1月14日 | 火曜 0:30（月曜深夜） 以降順次更新 | ニコニコ生放送 ニコニコチャンネル U-NEXT アニメ放題 Lemino バンダイチャンネル Hulu DMM TV TELASA J:COM STREAM milplus 見放題パックプライム Amazon Prime Video FOD | 見放題配信   |
|               |                                    | music.jp ビデオマーケット カンテレドーガ Rakuten TV クランクイン!ビデオ HAPPY!動画                                                                                | 都度課金配信 |

### BD BOX
| 巻 | 発売日        | 収録話         | 規格品番   |
| -- | ------------- | -------------- | ---------- |
| 上 | 2025年3月26日 | 第1話 - 第6話  | ZMAZ-18111 |
| 下 | 2025年4月25日 | 第7話 - 第12話 | ZMAZ-18112 |

| テレビ東京 木曜 0:00 - 0:30（水曜深夜）   | テレビ東京 木曜 0:00 - 0:30（水曜深夜）   | テレビ東京 木曜 0:00 - 0:30（水曜深夜）                    |
| 前番組                                    | 番組名                                    | 次番組                                                     |
| ----------------------------------------- | ----------------------------------------- | ---------------------------------------------------------- |
| 新テニスの王子様 U-17 WORLD CUP SEMIFINAL | マジック・メイカー ～異世界魔法の作り方～ | 完璧すぎて可愛げがないと婚約破棄された聖女は隣国に売られる |